# Khuang Abhaiwongse

Khuang Abhaiwongse

Khuang Abhaiwongse (Thai: ควง อภัยวงศ์) (Pratabong, huidige Cambodja, in die tijd deel van Thailand, 17 mei 1902 - 15 maart 1968) was een Thaise politicus. 

## Biografie
Khuang heeft zijn basisopleiding genoten van Khun Uthairaja - Phakdi, een neef van zijn moeder. Daarna ging hij naar de Thepsirind school. Hij studeerde aan het Assumption college in Bangkok en later civiele techniek aan de École Chantal in Lyon Frankrijk. Nadat hij afgestudeerd was keerde hij terug naar Thailand en werd aangenomen als ingenieur bij het ministerie van post en Telegrafie. Tijdens de oorlog werd hij gepromoveerd tot majoor en werd hij benoemd tot lid van de koninklijke garde. Hij was minister in de regering van veldmaarschalk Plaek Pibul Songkram. Op 1 augustus 1944 werd hij voor de eerste keer benoemd tot minister-president. Tijdens deze periode had hij onder andere de moeilijke taak om vrede te sluiten met de geallieerden. 
Na zijn aftreden richtte hij de Democratische Partij op en won de verkiezingen van 6 januari 1946. Op 8 april 1948 werd hij door een militaire coup gedwongen om af te treden. Hij bleef echter in de politiek en was leider van de oppositie en de Democratische Partij.

### Familie
Zijn vader was Chao Phraya Abhaiphubet (Chum Abhaiwongse), gouverneur van Pratabong, en zijn moeder Khunying Rod. Hij was getrouwd met Khunying Leka Abhaiwongse.